# Monaco i Eurovision Song Contest
Monaco deltog først i 1959 i Eurovision Song Contest. Monaco har kun vundet 1 gang i 1971 med Séverine med sangen Un Banc, Un Arbre, Une Rue
Monaco kom tilbage til konkurrencen efter en pause på 23 år i 2004 og de efterfølgende to år. Det blev dog ikke en stor succes, da Monaco ikke formåede at klare sig videre til finalen nogle af årene. Monaco deltog sidst i 2006.

## Repræsentant
Nøgle
     Vinder
     Andenplads
     Tredjeplads
     Sidsteplads
| År                              | Artist                               | Sang                                 | Sprog  | Oversættelse                | Finale            | Point             | Semi              | Point             |
| ------------------------------- | ------------------------------------ | ------------------------------------ | ------ | --------------------------- | ----------------- | ----------------- | ----------------- | ----------------- |
| 1959                            | Jacques Pils                         | Mon Ami Pierrot                      | Fransk | Min ven Pierrot             | 11                | 1                 | Ingen semifinaler | Ingen semifinaler |
| 1960                            | François Deguelt                     | Ce Soir-Là                           | Fransk | Den nat                     | 3                 | 15                | Ingen semifinaler | Ingen semifinaler |
| 1961                            | Colette Deréal                       | Allons, Allons Les Enfants           | Fransk | Kom, kom børn               | 10                | 6                 | Ingen semifinaler | Ingen semifinaler |
| 1962                            | François Deguelt                     | Dis Rien                             | Fransk | Sagde intet                 | 2                 | 13                | Ingen semifinaler | Ingen semifinaler |
| 1963                            | Françoise Hardy                      | L'Amour S'En Va                      | Fransk | Kærligheden vil fortsætte   | 5                 | 25                | Ingen semifinaler | Ingen semifinaler |
| 1964                            | Romuald Figuier                      | Où Sont-Elles Passées                | Fransk | Hvor er de forsvundet       | 3                 | 15                | Ingen semifinaler | Ingen semifinaler |
| 1965                            | Marjorie Noël                        | Va Dire À L'Amour                    | Fransk | Vil fortælle om kærligheden | 9                 | 7                 | Ingen semifinaler | Ingen semifinaler |
| 1966                            | Tereza Kesovija                      | Bien Plus Fort                       | Fransk | Meget stærkere              | 17                | 0                 | Ingen semifinaler | Ingen semifinaler |
| 1967                            | Minouche Barelli                     | Boum-Badaboum                        | Fransk | Bang-bang                   | 5                 | 10                | Ingen semifinaler | Ingen semifinaler |
| 1968                            | Line & Willy                         | À Chacun Sa Chanson                  | Fransk | Til hver sin sang           | 7                 | 8                 | Ingen semifinaler | Ingen semifinaler |
| 1969                            | Jean Jacques                         | Maman, Maman                         | Fransk | Mor, mor                    | 6                 | 11                | Ingen semifinaler | Ingen semifinaler |
| 1970                            | Dominique Dussault                   | Marlène                              | Fransk | -                           | 8                 | 5                 | Ingen semifinaler | Ingen semifinaler |
| 1971                            | Séverine                             | Un Banc, Un Arbre, Une Rue           | Fransk | En bænk, et træ, en gade    | 1                 | 128               | Ingen semifinaler | Ingen semifinaler |
| 1972                            | Peter McLane & Anne-Marie Godart     | Comme On S'Aime                      | Fransk | Som vi elsker               | 16                | 65                | Ingen semifinaler | Ingen semifinaler |
| 1973                            | Marie-France Dufour                  | Un Train Qui Part                    | Fransk | Et tog der deles            | 8                 | 85                | Ingen semifinaler | Ingen semifinaler |
| 1974                            | Romuald Figuier                      | Celui Qui Reste Et Celui Qui S'En Va | Fransk | De der bliver og de der går | 4                 | 14                | Ingen semifinaler | Ingen semifinaler |
| 1975                            | Sophie                               | Une Chanson C'Est Une Lettre         | Fransk | En sang er et brev          | 13                | 22                | Ingen semifinaler | Ingen semifinaler |
| 1976                            | Mary Christy                         | Toi, La Musique Et Moi               | Fransk | Dig, musikken og mig        | 3                 | 93                | Ingen semifinaler | Ingen semifinaler |
| 1977                            | Michèle Torr                         | Une Petite Française                 | Fransk | En lille franskmand         | 4                 | 96                | Ingen semifinaler | Ingen semifinaler |
| 1978                            | Caline Toussaint & Olivier Toussaint | Les Jardins De Monaco                | Fransk | Monacos haver               | 4                 | 107               | Ingen semifinaler | Ingen semifinaler |
| 1979                            | Laurent Vaguener                     | Notre Vie C'Est La Musique           | Fransk | Vores liv er musikken       | 16                | 12                | Ingen semifinaler | Ingen semifinaler |
| Deltog ikke mellem 1980 og 2003 |                                      |                                      |        |                             |                   |                   |                   |                   |
| 2004                            | Maryon                               | Notre Planète                        | Fransk | Vores planet                | Ikke kvalificeret | Ikke kvalificeret | 19                | 10                |
| 2005                            | Lise Darly                           | Tout De Moi                          | Fransk | Alle mig                    | Ikke kvalificeret | Ikke kvalificeret | 24                | 22                |
| 2006                            | Séverine Ferrer                      | La Coco-Dance                        | Fransk | Coco-dansen                 | Ikke kvalificeret | Ikke kvalificeret | 21                | 14                |
| Har ikke deltaget siden 2006    |                                      |                                      |        |                             |                   |                   |                   |                   |

## Pointstatistik (1959-2006)

### Flest point til og fra - top 5
NB: Kun point givet i finalerne er talt med.
| Monaco har givet point til | Monaco har givet point til | Monaco har givet point til |
| Placering                  | Land                       | Point                      |
| -------------------------- | -------------------------- | -------------------------- |
| 1                          | Frankrig                   | 101                        |
| 2                          | Storbritannien             | 83                         |
| 3                          | Tyskland                   | 60                         |
| 4                          | Spanien                    | 57                         |
| 5                          | Italien                    | 55                         |

| Monaco har modtaget point fra | Monaco har modtaget point fra | Monaco har modtaget point fra |
| Placering                     | Land                          | Point                         |
| ----------------------------- | ----------------------------- | ----------------------------- |
| 1                             | Italien                       | 56                            |
| =                             | Tyskland                      | 56                            |
| 3                             | Storbritannien                | 55                            |
| 4                             | Sverige                       | 47                            |
| 5                             | Holland                       | 46                            |

### 12 point til og fra
NB: Kun 12 point givet i finalerne er talt med.
| Monaco har modtaget 12 point fra | Monaco har modtaget 12 point fra | Monaco har modtaget 12 point fra |
| År                               | Jury                             | Televoting                       |
| -------------------------------- | -------------------------------- | -------------------------------- |
| 1976                             | Luxembourg                       | Ingen separat televoting         |
| 1977                             | Grækenland, Italien              | Ingen separat televoting         |
| 1978                             | Sverige                          | Ingen separat televoting         |

| Monaco har givet 12 point til | Monaco har givet 12 point til | Monaco har givet 12 point til |
| År                            | Jury                          | Televoting                    |
| ----------------------------- | ----------------------------- | ----------------------------- |
| 1975                          | Storbritannien                | Ingen separat televoting      |
| 1976                          | Frankrig                      | Ingen separat televoting      |
| 1977                          | Storbritannien                | Ingen separat televoting      |
| 1978                          | Belgien                       | Ingen separat televoting      |
| 1979                          | Tyskland                      | Ingen separat televoting      |
| 2004                          | Frankrig                      | Ingen separat televoting      |
| 2005                          | Israel                        | Ingen separat televoting      |
| 2006                          | Bosnien-Hercegovina           | Ingen separat televoting      |

### Flest point til og fra - alle lande
NB: Kun point givet i finalerne er talt med.
| Monaco har givet point til | Monaco har givet point til | Monaco har givet point til |
| Placering                  | Land                       | Point                      |
| -------------------------- | -------------------------- | -------------------------- |
| 1                          | Frankrig                   | 101                        |
| 2                          | Storbritannien             | 83                         |
| 3                          | Tyskland                   | 60                         |
| 4                          | Spanien                    | 57                         |
| 5                          | Italien                    | 55                         |
| 6                          | Schweiz                    | 52                         |
| 7                          | Irland                     | 44                         |
| 8                          | Luxembourg                 | 43                         |
| 9                          | Israel                     | 38                         |
| 10                         | Belgien                    | 37                         |
| 11                         | Holland                    | 33                         |
| 12                         | Finland                    | 29                         |
| 13                         | Sverige                    | 28                         |
| 14                         | Grækenland                 | 27                         |
| =                          | Norge                      | 27                         |
| 16                         | Østrig                     | 26                         |
| 17                         | Portugal                   | 22                         |
| 18                         | Jugoslavien                | 18                         |
| 19                         | Bosnien-Hercegovina        | 16                         |
| 20                         | Danmark                    | 14                         |
| 21                         | Kroatien                   | 11                         |
| =                          | Tyrkiet                    | 11                         |
| 23                         | Malta                      | 10                         |
| 24                         | Letland                    | 8                          |
| =                          | Ukraine                    | 8                          |
| 26                         | Litauen                    | 7                          |
| =                          | Serbien og Montenegro      | 7                          |
| 28                         | Island                     | 5                          |
| 29                         | Rumænien                   | 4                          |
| 30                         | Cypern                     | 2                          |
| 31                         | Nordmakedonien             | 1                          |
| 32                         | Albanien                   | 0                          |
| =                          | Andorra                    | 0                          |
| =                          | Armenien                   | 0                          |
| =                          | Aserbajdsjan               | 0                          |
| =                          | Australien                 | 0                          |
| =                          | Bulgarien                  | 0                          |
| =                          | Estland                    | 0                          |
| =                          | Georgien                   | 0                          |
| =                          | Hviderusland               | 0                          |
| =                          | Marokko                    | 0                          |
| =                          | Moldova                    | 0                          |
| =                          | Montenegro                 | 0                          |
| =                          | Polen                      | 0                          |
| =                          | Rusland                    | 0                          |
| =                          | San Marino                 | 0                          |
| =                          | Serbien                    | 0                          |
| =                          | Slovakiet                  | 0                          |
| =                          | Slovenien                  | 0                          |
| =                          | Tjekkiet                   | 0                          |
| =                          | Ungarn                     | 0                          |

| Monaco har modtaget point fra | Monaco har modtaget point fra | Monaco har modtaget point fra |
| Placering                     | Land                          | Point                         |
| ----------------------------- | ----------------------------- | ----------------------------- |
| 1                             | Italien                       | 56                            |
| =                             | Tyskland                      | 56                            |
| 3                             | Storbritannien                | 55                            |
| 4                             | Sverige                       | 47                            |
| 5                             | Holland                       | 46                            |
| 6                             | Luxembourg                    | 43                            |
| 7                             | Frankrig                      | 42                            |
| 8                             | Finland                       | 41                            |
| 9                             | Belgien                       | 40                            |
| =                             | Schweiz                       | 40                            |
| 11                            | Spanien                       | 39                            |
| 12                            | Irland                        | 38                            |
| 13                            | Jugoslavien                   | 32                            |
| =                             | Norge                         | 32                            |
| 15                            | Portugal                      | 31                            |
| 16                            | Østrig                        | 28                            |
| 17                            | Israel                        | 24                            |
| 18                            | Danmark                       | 16                            |
| =                             | Grækenland                    | 16                            |
| 20                            | Malta                         | 11                            |
| 21                            | Tyrkiet                       | 5                             |
| 22                            | Albanien                      | 0                             |
| =                             | Andorra                       | 0                             |
| =                             | Armenien                      | 0                             |
| =                             | Aserbajdsjan                  | 0                             |
| =                             | Australien                    | 0                             |
| =                             | Bosnien-Hercegovina           | 0                             |
| =                             | Bulgarien                     | 0                             |
| =                             | Cypern                        | 0                             |
| =                             | Estland                       | 0                             |
| =                             | Georgien                      | 0                             |
| =                             | Hviderusland                  | 0                             |
| =                             | Island                        | 0                             |
| =                             | Kroatien                      | 0                             |
| =                             | Letland                       | 0                             |
| =                             | Litauen                       | 0                             |
| =                             | Marokko                       | 0                             |
| =                             | Moldova                       | 0                             |
| =                             | Montenegro                    | 0                             |
| =                             | Nordmakedonien                | 0                             |
| =                             | Polen                         | 0                             |
| =                             | Rumænien                      | 0                             |
| =                             | Rusland                       | 0                             |
| =                             | San Marino                    | 0                             |
| =                             | Serbien                       | 0                             |
| =                             | Serbien og Montenegro         | 0                             |
| =                             | Slovakiet                     | 0                             |
| =                             | Slovenien                     | 0                             |
| =                             | Tjekkiet                      | 0                             |
| =                             | Ukraine                       | 0                             |
| =                             | Ungarn                        | 0                             |

## Kommentatorer og jurytalsmænd
| År        | Kommentator                       | Jurytalsmand       |
| --------- | --------------------------------- | ------------------ |
| 1959      | Claude Darget                     | Ukendt             |
| 1960      | Pierre Tchernia                   | Ukendt             |
| 1961      | Robert Beauvais                   | Ukendt             |
| 1962      | Pierre Tchernia                   | Ukendt             |
| 1963      | Pierre Tchernia                   | Ukendt             |
| 1964      | Robert Beauvais                   | Ukendt             |
| 1965      | Pierre Tchernia                   | Ukendt             |
| 1966      | François Deguelt                  | Ukendt             |
| 1967      | Pierre Tchernia                   | Ukendt             |
| 1968      | Pierre Tchernia                   | Ukendt             |
| 1969      | Pierre Tchernia                   | Ukendt             |
| 1970      | Pierre Tchernia                   | Ukendt             |
| 1971      | Georges de Caunes                 | Ingen jurytalsmand |
| 1972      | José Sacré                        | Ingen jurytalsmand |
| 1973      | Hélène Vida                       | Ingen jurytalsmand |
| 1974      | Carole Chabrier                   | Sophie Hecquet     |
| 1975      | José Sacré                        | Carole Chabrier    |
| 1976      | Hélène Vida                       | Carole Chabrier    |
| 1977      | Georges de Caunes                 | Carole Chabrier    |
| 1978      | José Sacré                        | Carole Chabrier    |
| 1979      | José Sacré                        | Carole Chabrier    |
| 1980-2003 | Ingen udsendelse                  | Deltog ikke        |
| 2004      | Bernard Montiel & Génie Godula    | Anne Allegrini     |
| 2005      | Bernard Montiel & Génie Godula    | Anne Allegrini     |
| 2006      | Bernard Montiel & Églantine Eméyé | Églantine Eméyé    |